# واين كالدويل
واين كالدويل (بالإنجليزية: Wayne Caldwell)‏ (1 يونيو 1948، آشفيل في الولايات المتحدة)؛ روائي أمريكي.